# Европейское агентство по вопросам убежища
Европейское агентство по вопросам убежища — децентрализованное агентство Европейского союза, ответственное за поддержку в реализации государствами-членами Общеевропейской системы предоставления убежища (англ. Common European Asylum System, CEAS), которая включает в себя вопросы предоставления убежища и международной защиты для беженцев.
Деятельность агентства распространяется на весь Европейский союз, а также на Норвегию и Швейцарию, вместе с 27 государствами-членами создающие т.н. ЕС+ (англ. EU+ countries). Агентство работает над тем, чтобы помочь государствам-членам обеспечить быстрые и эффективные процедуры предоставления убежища, а также высококачественные стандарты приема беженцев на территории государств ЕС+. При этом, агентство не заменяет национальные органы по предоставлению убежища, которые несут полную ответственность за рассмотрение дел о предоставлении убежища на национальном уровне.

## История
Европейское агентство по вопросам убежища ответственно за улучшение функционирования и осуществления Общеевропейской системы предоставления убежища. Данная система в рамке европейского права была создана в периоде с 1999 года по 2005 год принятием шести легислативных актов ЕС. Система подверглась реформированию в 2008-2013 годах и после 2015 года с пришедшим миграционным кризисом. Среди нововведений было и создание в 2011 году Европейского агентства поддержки лиц, претендующих на получение убежища (англ. European Asylum Support Office, EASO) и последующая его трансформация в Европейское агентство по вопросам убежища (EUAA) в 2022.

### Создание
Предложение о создании EASO было закреплено в Гаагской программе, принятой в 2004 году. Гаагская программа представляла собой пятилетнюю программу Европейского союза по развитию и усилению пространства свободы, безопасности и правосудия и была сформирована Европейским советом на саммите 5 ноября 2004 года. Уже в 2008 году Европейская комиссия публикует свой план, в котором указывает на необходимость создания EASO и предлагает создание агентства.
В 2009 году Еврокомиссия предлагает проект постановления о создании EASO на рассмотрение Совету и парламенту.   